# اودری گونیا
اودری گونیا (فرانسوی: Audrey Gogniat‎؛ زادهٔ ۳۰ اکتبر ۲۰۰۲) تیرانداز زن اهل سوئیس است.
وی در مسابقات کشوری و بین‌المللی در مجموع برندهٔ ۱ مدال نقره، ۱ مدال برنز شده است.